# Conferência dos Bispos Católicos da Federação Russa
A Conferência dos Bispos Católicos da Federação Russa é um órgão coletivo da Igreja nacional e da administração da Igreja Católica Romana na Rússia. Instituído e aprovado em 2 de março de 1999.

## Plenário
As sessões plenárias da Conferência são realizadas duas vezes por ano.

## Presidentes
Presidente pode ser eleito um dos bispos. O Presidente é eleito para um mandato de 3 anos. Manter o cargo não pode ser superior a dois mandatos consecutivos.
Arcebispo Tadeusz Kondrusiewicz, de 1999 a 2005
Dom Joseph Werth, de 2005 a 2011
Arcebispo Paolo Pezzi de 2011 a 2017
Bispo Clemens Pickel desde 2017

## Composição
A estrutura é composta pelos quatro bispos dioceses do território da Rússia e pelo Secretário Geral da Conferência. Atualmente, seus membros incluem:
- Dom Paolo Pezzi; Presidente;

- Bispo Joseph Werth, vice-presidente

- Bispo Clemens Pickel,

- Bispo Cyryl Klimowicz;

- Bispo Auxiliar Nicolai Dubinin

- Padre Stefan Lipke, Secretário-Geral [1]

## Estrutura
A Comissão Litúrgica
Comissão de Leigos e movimentos juvenis
Comissão Catequética
A Comissão de Cooperação com as Autoridades Públicas
Comissão para a Família
A Comissão para a Pastoral e Vocações
A Comissão para o diálogo intercristão e inter-religioso e o diálogo com os não crentes
Comissão de atividades sociais e beneficentes

## Mártires católicos da Rússia
Em 30 de janeiro de 2002, a Conferência dos Bispos Católicos da Rússia adotou um programa de "Mártires Católicos da Rússia", no qual se encontram estudos de vida e morte dos Servos de Deus - candidatos à promoção à beatificação (beatificação).